# Булатов, Пантелеймон Константинович
Пантелеймон Константинович Булатов (9 августа 1902 ― 1975) ― советский учёный, терапевт, аллерголог, доктор медицинских наук, профессор, заведующий кафедрой госпитальной терапии Первого Ленинградского медицинского института имени И. П. Павлова (1957—1975 гг.), Заслуженный деятель науки РСФСР (1964), заслуженный деятель науки Узбекской ССР (1968).

## Биография
Родился 9 августа 1902 года.
В 1925 году успешно завершил обучение в Военно-медицинской академии в городе Ленинграде. Проходил службу в рядах Красной армии военным медиком. В 1934 году стал работать под руководством Михаила Васильевича Черноруцкого в первом Ленинградском медицинском институте имени И. П. Павлова.
Во время блокады Ленинграда руководил службой МПВО института и был начальником его штаба.
В 1957 году возглавил кафедру госпитальной терапии. Трудился на этой должности до окончания жизни. В 1963 году вступил в члены КПСС.
Является автором 210 научных работ, среди которых монографии, посвящённые этиологии, патогенезу, клинике и лечению бронхиальной астмы. Он основатель инфекционно-аллергической и доминантной теории этиологии и патогенеза заболевания астмы. Вместе с профессором Андреем Дмитриевичем Адо в 1969 году была утверждена классификация бронхиальной астмы, которую одобрило министерство здравоохранения СССР. Он автор и разработчик совершенно новых методов лечения больных бронхиальной астмой: аэроионами отрицательного заряда, фитонцидами, новокаином, ганглиоблокаторами, электро-сном; гипнотерапия, баротерапия. В 1969 году был награждён золотой медалью ВДНХ за открытие метода лечения больных астмой в барокамере. Являлся руководителем 76 диссертаций, среди них 12 докторских.
Активный участник медицинского сообщества. Был председателем Ленинградского научного общества терапевтов имени С. П. Боткина. В третьем издании Большой медицинской энциклопедии являлся заместителем ответственного редактора отдела «Аллергология».
Умер в Ленинграде в 1975 году. Похоронен на Богословском кладбище.

## Научная деятельность
Труды, монографии:
- Булатов П. К. Современные методы лечения бронхиальной астмы, — Ленинград, 1954;
- Булатов П. К. Чага и её лечебное применение, — Ленинград, 1959;
- Булатов П. К. Бронхиальная астма, — Ленинград, 1964.

## Награды
Заслуги отмечены наградами:
- Орден Ленина,
- два ордена Трудового Красного Знамени,
- другие медали.